# Estació de Santa Maria

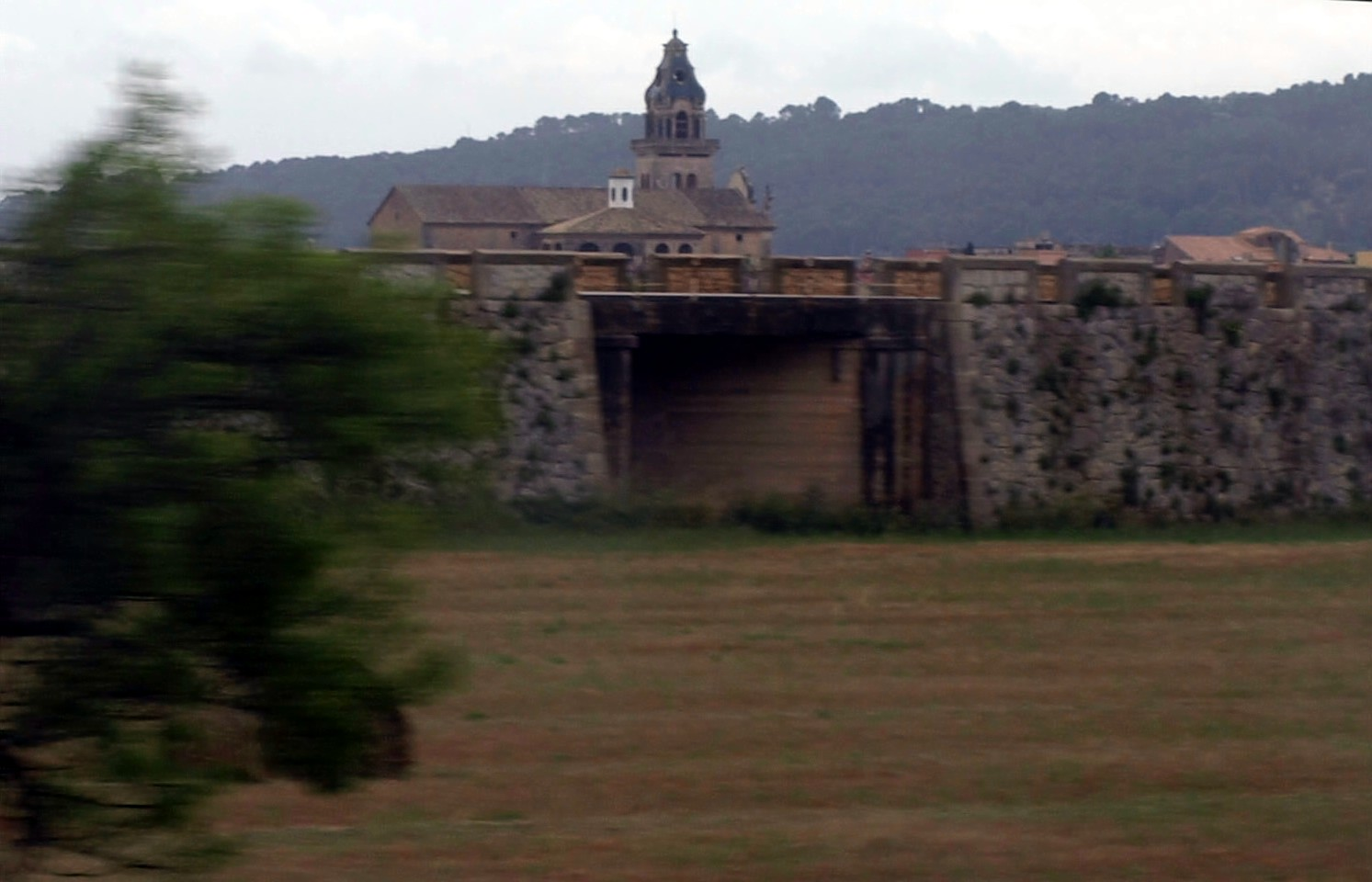
Pont del tren, per la qual travessa la carretera antiga d'Inca

Santa Maria és una estació de tren de Serveis Ferroviaris de Mallorca. Se situa a la part nord del poble de Santa Maria del Camí. Consta de dues andanes laterals per on passen dues vies, a més d'una via d'apartador que no s'utilitza actualment.
Inaugurada el 7 d'octubre de 1897, l'estació era l'inici de la línia Santa Maria - Felanitx i disposava d'una plataforma giratòria per locomotores que permetia invertir el sentit de la marxa dels trens, i d'una columna hidràulica que permetia carregar aigua. Aquesta infraestructura es va clausurar i desmantellar per part de FEVE el 31 de desembre de 1967 amb el tancament de la línia de Santa Maria a Felanitx, però se'n poden observar els vestigis com l'antic pont del tren. L'11 de maig del 2003 Serveis Ferroviaris de Mallorca va recuperar el servei ferroviari fins a Manacor i el 16 de febrer de 2012 es va inaugurar l'electrificació de la línia, 10 finalment, el 24 de febrer de 2012 es van concloure les obres electrificació entre Palma i l'estació d'Enllaç, donant pas a unitats elèctriques de la sèrie 81 de SFM per cobrir aquest trajecte, realitzant-se a Enllaç els transbords a unitats dièsel fins a l'estació de sa Pobla i l'Estació de Manacor, fins que es va completar la total electrificació de la xarxa el 8 de gener de 2019.
| Procedència/Destinació               | <         | Línia            | >             | Procedència/Destinació |
| ------------------------------------ | --------- | ---------------- | ------------- | ---------------------- |
| Serveis Ferroviaris de Mallorca      |           |                  |               |                        |
| Estació Intermodal - Plaça d'Espanya | es Caülls | Palma - sa Pobla | Consell-Alaró | sa Pobla               |
| Estació Intermodal - Plaça d'Espanya | es Caülls | Palma-Inca       | Consell-Alaró | Inca                   |
| Estació Intermodal - Plaça d'Espanya | es Caülls | Palma-Manacor    | Consell-Alaró | Manacor                |

## L'edifici
Es tracta d'una sòlida construcció, amb les característiques pròpies d'aquest tipus d'estacions, amb parets de pedra del país. L'edifici va ser acabat l'any 1875. A més d'estació i sala d'espera, en el seu pis superior acollia l'habitatge del cap de l'estació.

## El Casal de Joves s'Estació
Un cop tancat l'edifici l'any 1967, es va mantenir obert com a sala d'espera amb un petit bar fins a la dècada dels noranta. Això no va evitar la seva progressiva degradació. Va ser aleshores quan es va procedir a una profunda rehabilitació i a la cessió al municipi perquè hi ubicàs activitats d'interès social. L'opció finalment decidida va ser la creació d'un casal de joves.
El Casal de Joves s'Estació és un espai municipal obert a la participació dels joves a partir de 12 anys. Compta amb un equip de dinamitzadors. Al Casal hi ha espai per a jocs i un espai per a sala d'estudi i consultes d'internet. S'hi duen a terme activitats puntuals al llarg de l'any com tallers, excursions, acampades, etc.